# Бьёркен, Джеймс
Джеймс Дэниел Бьёркен (англ. James Daniel Bjorken; 22 июня 1934, Чикаго, США — 7 августа[уточнить] 2024) — американский учёный, специалист в области теоретической физики.

## Биография
Получил степень бакалавра в Массачусетском технологическом институте в 1956 году. Защитил диссертацию доктора философии в Стэнфордском университете в 1959 году. Его исследования адронов способствовали классификации кварков как элементарных частиц и развитию теории квантовой хромодинамики.
Являлся членом Национальной академии наук США и Американской академии искусств и наук, иностранным членом Российской академии наук (2006) и Шведской королевской академии наук.
Умер 7 августа 2024 года в возрасте 90 лет.

## Награды, премии
В число наград входят: премия Дэнни Хайнемана в области математической физики (1972), премия Эрнеста Лоуренса (1977), премия имени И. Я. Померанчука (2000), медаль Дирака (2004), премия Вольфа (2015), премия в области физики частиц и физики высоких энергий (2015), Премия Роберта Уилсона (2017).